# Ne partez pas sans moi

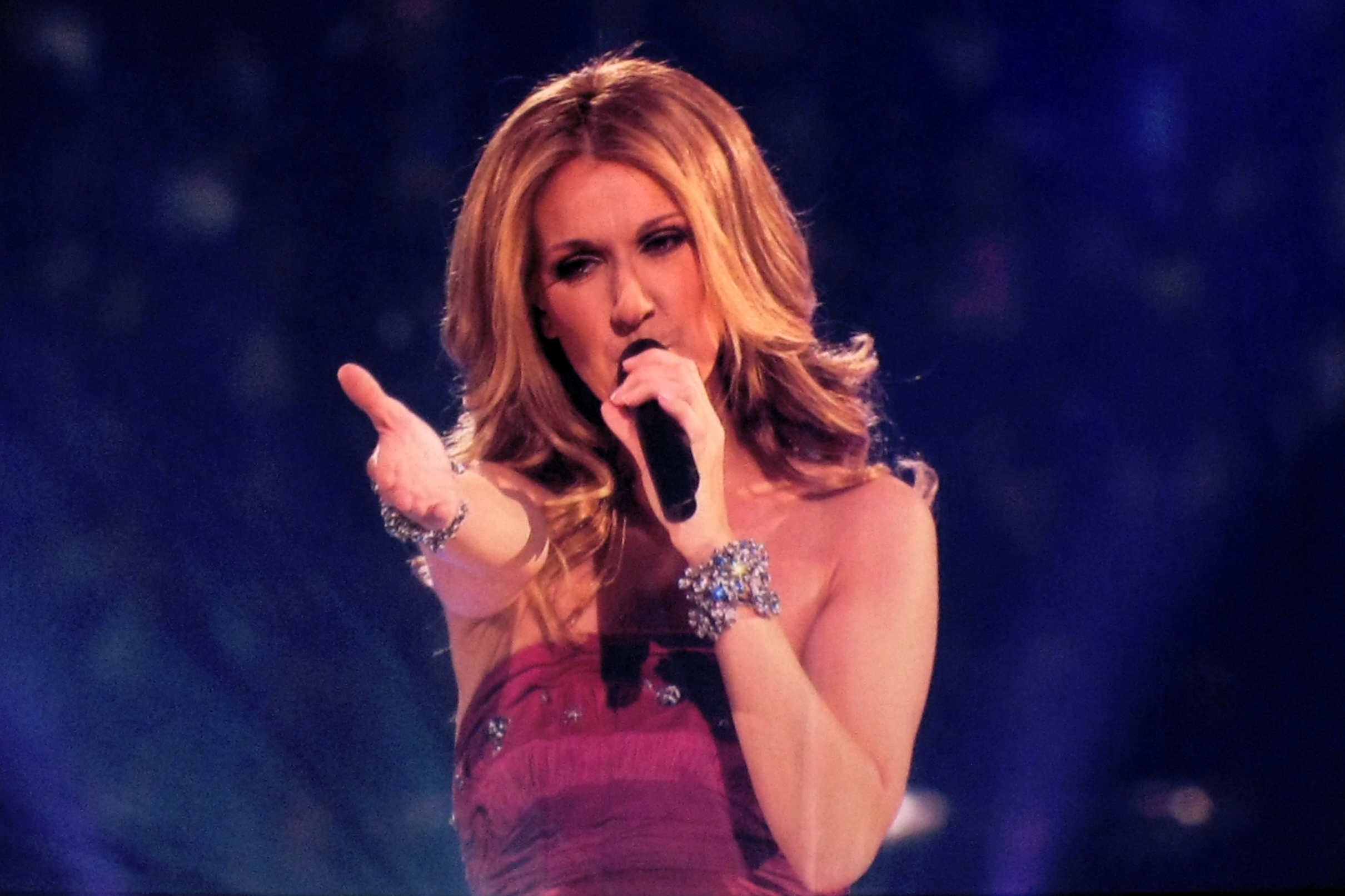
Celine Dion cantando "Taking Chances" no Celine Dion 'Taking Chances Tour' Concert @ Bell Centre, Montreal, Canadá em agosto de 2008.

"Ne partez pas sans moi" (tradução portuguesa : "Não partam sem mim") foi a canção que representou a Suíça no Festival Eurovisão da Canção 1988, interpretada em francês pela cantora canadiana Céline Dion (não era obrigatório que o cantor/ ou cantora fosse da nacionalidade da país que representava, o que era obrigatório era cantar numa das línguas oficiais desse país). Foi composta pelo compositor turco Atilla Şereftuğ que também a orquestrou, com letra de Nella Martinetti. Venceu a competição, com 137 pontos, um ponto a mais que a segunda classificada, "Go", interpretada por Scott Fitzgerald. Foi a nona canção a ser interpretada, a seguir à canção israelita "Ben Adam" e antes da canção irlandesa "Take Him Home", interpretada por Jump the Gun. 

## Single
Foi lançado um single na Europa a 14 de maio de 1988. O single vendeu 2000.000 cópias na Europa em apenas dois dias e vendeu mais de 300.000 cópias (essencialmente no mundo francófono. A canção surgiu para promover o seu álbum de 1988 intitulado "The Best Of", no Canadá, a canção surgiu como lado B do single
"D'abord, c'est quoi l'amour?". Apareceu também na versão francesa do álbum "Incognito". O vídeo da canção foi publicado em 1988. Céline Dion lançou também uma versão em alemão intitulada "Hand in Hand" que foi publicado como single na Alemanha.

## Formatos e lista de faixas
Single 7" na Europa
1. "Ne partez pas sans moi" – 3:07
2. "Ne partez pas sans moi" (instrumental) – 3:07

Single alemão de 7"
1. "Hand in Hand" – 3:07
2. "Hand in Hand" (instrumental) – 3:07

## Tops
| País (1988)   | Posição |
| ------------- | ------- |
| Bélgica       | 11      |
| Países Baixos | 42      |
| França        | 36      |
| Suíça         | 11      |

## Letra
A canção musicalmente é uma balada a meio tempo. Na letra, Dion fala do sonho da conquista espacial, e da enorme aventura de que também quer fazer parte. É cantada em francês. A canção reporta para o mundo infantil dos genéricos de séries de animação francesas dos anos 80, e é servida por um arranjo que inclui sons electrónicos gerados em Atari. Na final da Eurovisão foi acompanhada por orquestra, dirigida por Attila Sereftug, com arranjo de Bela Balint, com enfoque na secção de metais que teve especial papel nos refrões finais, estando a percussão, baixo e electrónica pre-gravados. 